# 11 июня
11 июня — 162-й день года (163-й в високосные годы) по григорианскому календарю.
До конца года остаётся 203 дня.
До 15 октября 1582 года — 11 июня по юлианскому календарю, с 15 октября 1582 года — 11 июня по григорианскому календарю.
В XX и XXI веках соответствует 29 мая по юлианскому календарю.

## Праздники и памятные дни

### Национальные
- Россия — Общероссийский день рассеянного склероза[2] / Всероссийский День борьбы с рассеянным склерозом (2009)
- США, Гавайи — день Камехамехи, праздник в честь первого короля Гавайев

### Религиозные

#### Католицизм
- день апостола Варнавы (61)
- память святой Павлы Фрассинетти (1882)

#### Православие[3][4][5]
- память мученицы Феодосии девы, Тирской (307/8)[6]
- память Первого Вселенского Собора (325)
- память преподобномученицы Феодосии девы (730)
- память блаженного Иоанна, Христа ради юродивого, Устюжского (1494)
- память икон Божией Матери:
  - Мателикийской (Метелинской)
  - «Споручница грешных» (1843)
  - Цесарской — Боровской
  - «Недремлющее Око»[7]
- память священномученика Иоанна Преображенского, протодиакона, и мученика Андрея Трофимова (1938)
- память святителя Луки (Войно-Ясенецкого), исповедника, архиепископа Симферопольского и Крымского (1961)
- обре́тение мощей преподобного Иова, в схиме Иисуса, Анзерского (2000)
- Собор святых Красноярской митрополии

### Именины
- Православные именины: Александра, Андрей, Иван, Лука, Мария, Федот.
- Католические именины: Варнава, Феликс.

## События
См. также: Категория:События 11 июня

### До XIX века
- 1125 — крестоносцы одержали победу над сельджуками в битве при Аазазе.
- 1496 — Христофор Колумб завершил своё второе путешествие, после чего впал в немилость испанской королевы из-за того, что так и не нашёл путь в Китай.
- 1580 — испанскими конкистадорами со второй попытки основан Буэнос-Айрес.
- 1606 — венчание на царство Василия Шуйского.
- 1742 — Бенджамин Франклин изобрёл экономичную печь.
- 1742 — в Бреслау подписан договор, по которому Австрия признала права Пруссии на Силезию.
- 1770 — Джеймс Кук открыл Большой Барьерный риф у побережья Австралии.
- 1776 — Второй Континентальный конгресс создал комитет для написания Декларации о независимости.

### XIX век
- 1826 — открылась первая Московская глазная больница.
- 1858 — в Санкт-Петербурге освящён Исаакиевский собор.
- 1872 — в Москве открылась Первая всероссийская политехническая выставка. Материалы выставки легли в основу созданного в том же году Политехнического музея и созданного позже Исторического музея[8].
- 1889 — американцы Джон Перди и Джеймс Садгвар из Вашингтона изобрели складной стул[9].
- 1898 — в Китае объявлено начало «ста дней реформ».

### XX век
- 1901 — острова Кука объявлены частью Новой Зеландии.
- 1913 — в Киеве открылась Всероссийская сельскохозяйственная выставка.
- 1918 — казахское национальное движение «Алаш» объявило незаконными все декреты Советской власти на территории Казахстана.
- 1926 — правительство Англии выразило протест в связи с финансированием из СССР забастовок в Британии.
- 1930 — американский зоолог Уильям Биб[англ.] (Charles William Beebe) и инженер Отис Бартон (Otis Barton) на построенной ими батисфере опускаются под воду на 400 м[10][нет в источнике].
- 1938 — Японо-китайская война: началось сражение при Ухане.
- 1940 — Новая Зеландия, Австралия и Южно-Африканский союз объявили войну Италии.
- 1955 — самая смертоносная авария в истории автоспорта — 84 погибших (пилот Пьер Левег и 83 зрителя).
- 1965 — королева Елизавета II наградила орденом Британской империи музыкантов группы The Beatles.
- 1971 — окончилась 19-месячная оккупация Алькатраса представителями коренных народов Северной Америки.
- 1973 — в Ливии объявлено о национализации американских нефтяных компаний.
- 1975
  - Греция приняла Конституцию[11].
  - добыта первая нефть в Северном море.
- 1980 — создан Нижнесвирский заповедник в Ленинградской области.
- 1982 — на экраны США вышел фильм Стивена Спилберга «Инопланетянин».
- 1990 — Верховная рада Украины приняла решение о введении нового порядка исчисления времени — было установлено время второго часового пояса.
- 1991 — фирма «Microsoft» выпустила операционную систему MS DOS 5.0.
- 1992 — в России принята государственная программа ваучерной приватизации.
- 1996 — в Москве в вагоне метро на станции «Тульская» произошёл теракт.

### XXI век

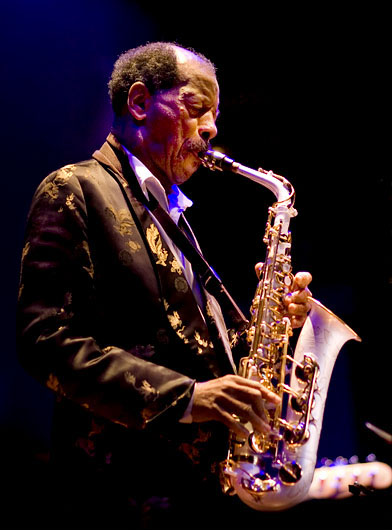
Орнетт Коулман

- 2001 — казнён Тимоти Маквей, совершивший теракт в Оклахома-Сити в 1995 году.
- 2007 — сход селя в Бангладеш повлёк гибель 130 человек.
- 2008 — на орбиту запущен космический гамма-телескоп Fermi.
- 2010
  - В ходе ночных беспорядков в Ошской области Кыргызстана погибли 26 человек и около 150 ранены[12].
  - В ЮАР начался чемпионат мира по футболу, впервые проходивший в Африке.

## Родились
См. также: Категория:Родившиеся 11 июня

### До XIX века

Джон Констебл

- 1403 — Жан IV (ум. 1427), герцог Брабанта, герцог Лимбурга и маркграф Антверпена (с 1415).
- 1456 — Анна Невилл (ум. 1485), супруга короля Англии Ричарда III.
- 1527 — Анна София (ум.1591), принцесса Прусская, в браке герцогиня Мекленбургская.
- 1555 — Людовико Цаккони (ум. 1627), итальянский композитор и музыкальный теоретик.
- 1572 — Бен Джонсон (ум.1637), английский поэт, драматург, актёр, теоретик драмы.
- 1662 — Токугава Иэнобу (ум. 1712), 6-й сёгун Японии из династии Токугава (1709—1712).
- 1672 — Франческо Антонио Бонпорти (ум. 1749), итальянский барочный композитор и священник.
- 1697 — Франческо Антонио Валлотти (ум. 1780), итальянский музыкальный теоретик, композитор, педагог.
- 1776 — Джон Констебл (ум. 1837), английский живописец-пейзажист.

### XIX век

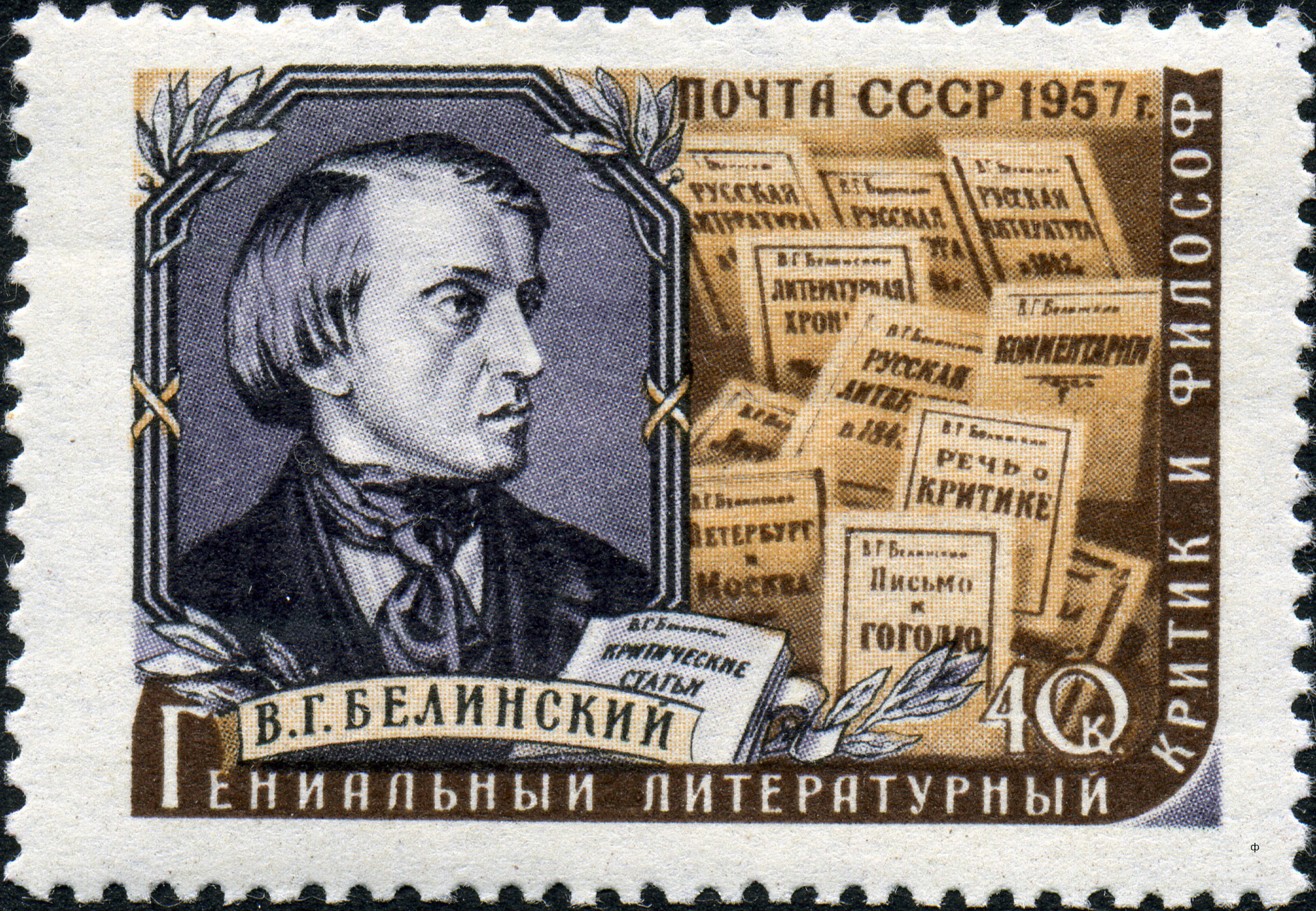
Виссарион Белинский

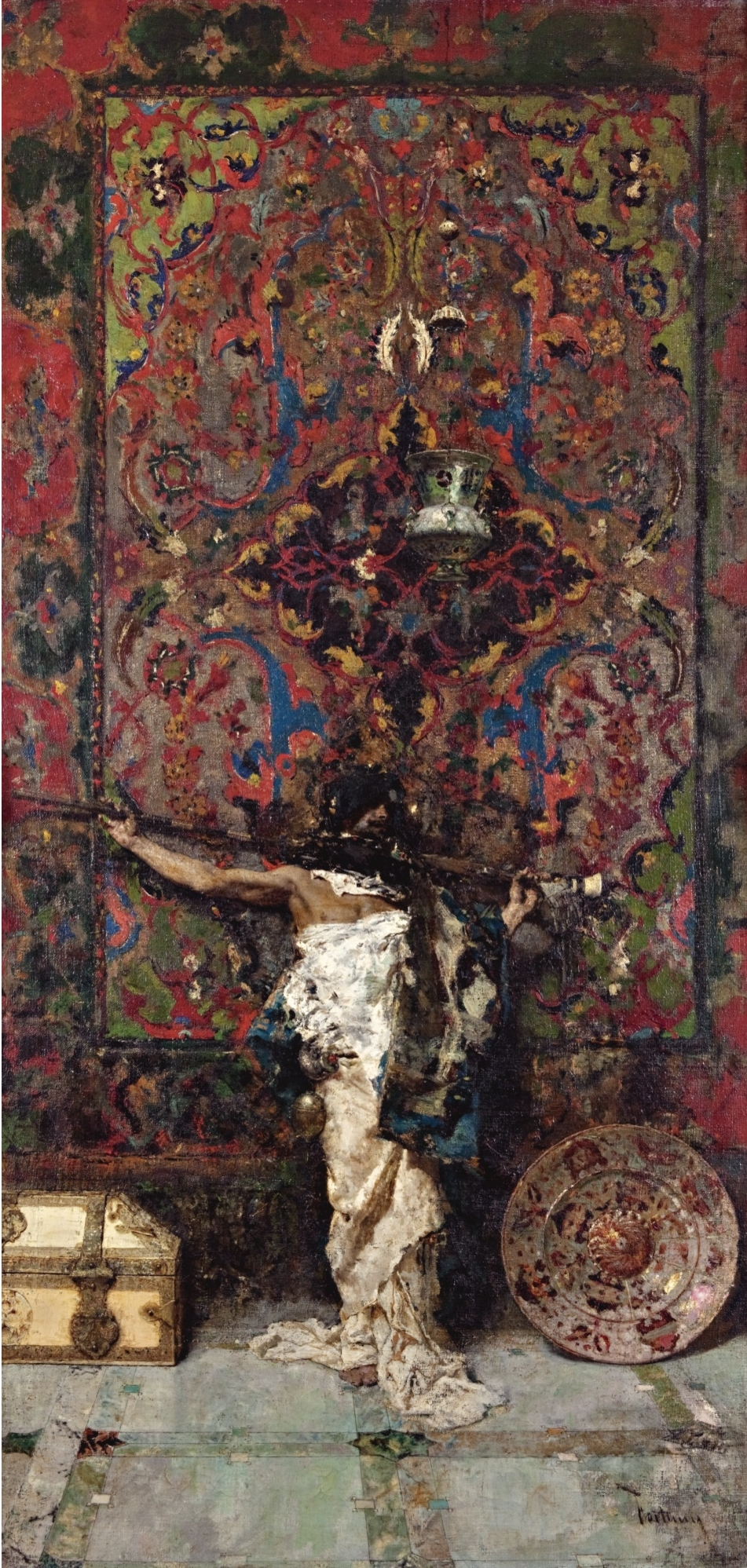
Мариано Фортуни

- 1811 — Виссарион Белинский (ум. 1848), русский литературный критик, публицист, философ и демократ.
- 1812 — Фёдор Моллер (ум. 1874), российский офицер, художник, профессор Академии художеств.
- 1818 — Александр Бэн (ум. 1903), шотландский философ, психолог и педагог.
- 1832 — Жюль Валлес (ум. 1885), французский писатель и политический деятель, революционер, участник Парижской коммуны.
- 1838 — Мариано Фортуни (ум. 1874), испанский художник, чьё творчество повлияло на живописную технику М. Врубеля.
- 1845 — Эжен Мюнц (ум. 1902), французский историк искусства.
- 1853 — Эмиль Рибек (ум. 1885), немецкий путешественник, этнолог, минералог, естествоиспытатель и коллекционер.
- 1857 — Антоний Грабовский (ум. 1921), польский инженер-химик и поэт, «отец поэзии на эсперанто».
- 1861 — Сигизмунд Заремба (ум. 1915), российский композитор, пианист.
- 1862 — Угьен Вангчук (ум. 1926), первый король Бутана (1907—1926).
- 1864 — Рихард Штраус (ум. 1949), немецкий композитор и дирижёр.
- 1867 — Шарль Фабри (ум. 1945), французский физик, изобретатель, один из первооткрывателей озонового слоя в атмосфере Земли.
- 1895 — Николай Булганин (ум. 1975), советский политический и военный деятель.
- 1898 — Василий Небольсин (ум. 1959), дирижёр, народный артист РСФСР.
- 1899 — Ясунари Кавабата (ум. 1972), японский писатель, лауреат Нобелевской премии (1968).

### XX век
- 1902

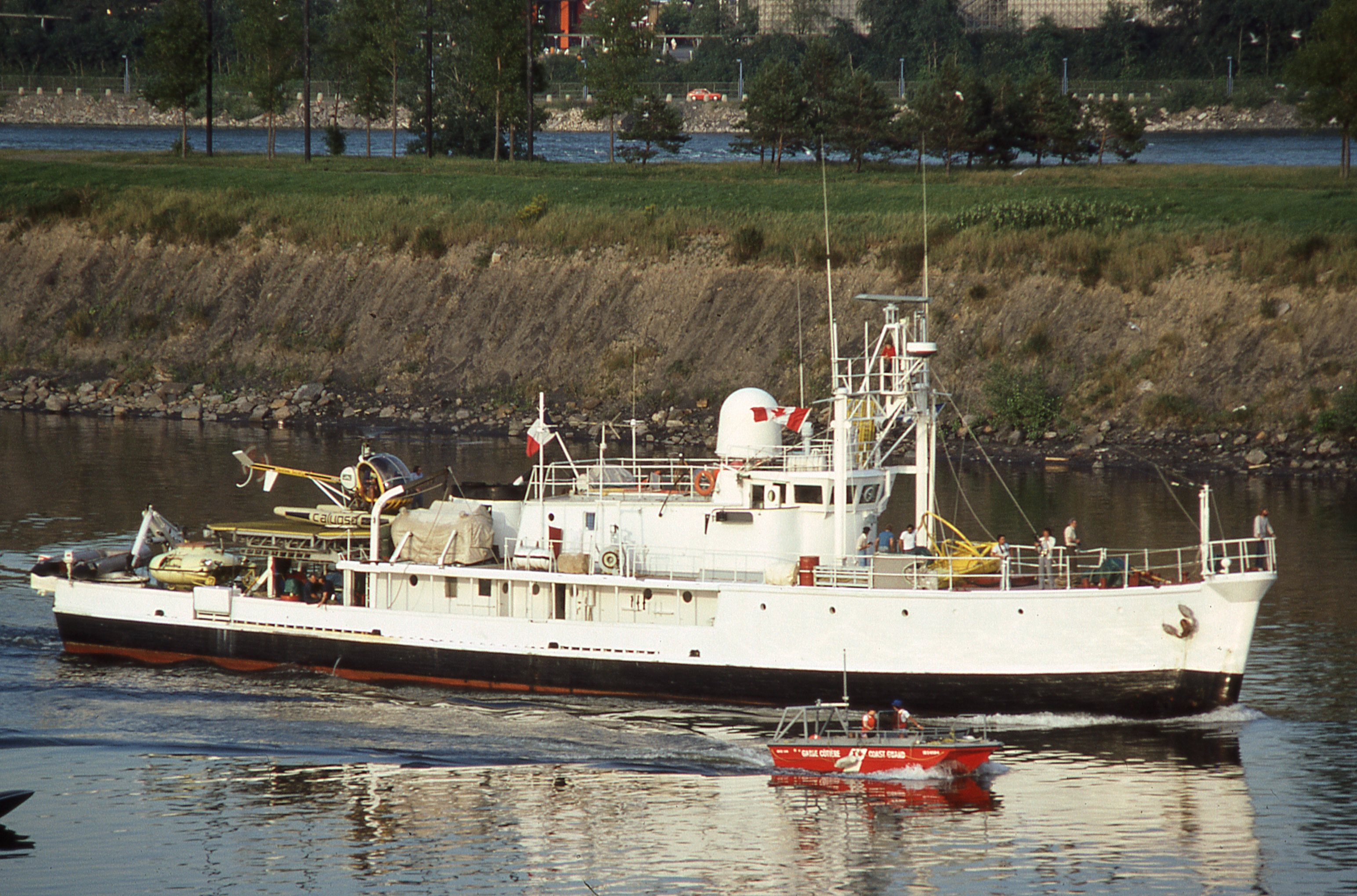
Судно «Калипсо» Жака-Ива Кусто

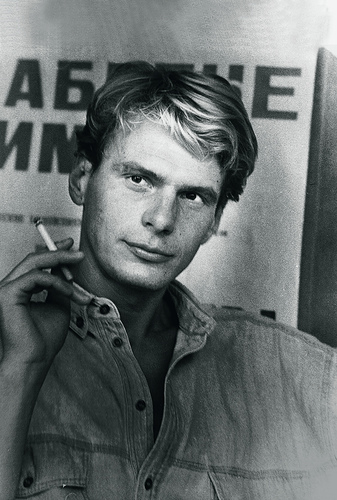
Евгений Додолев

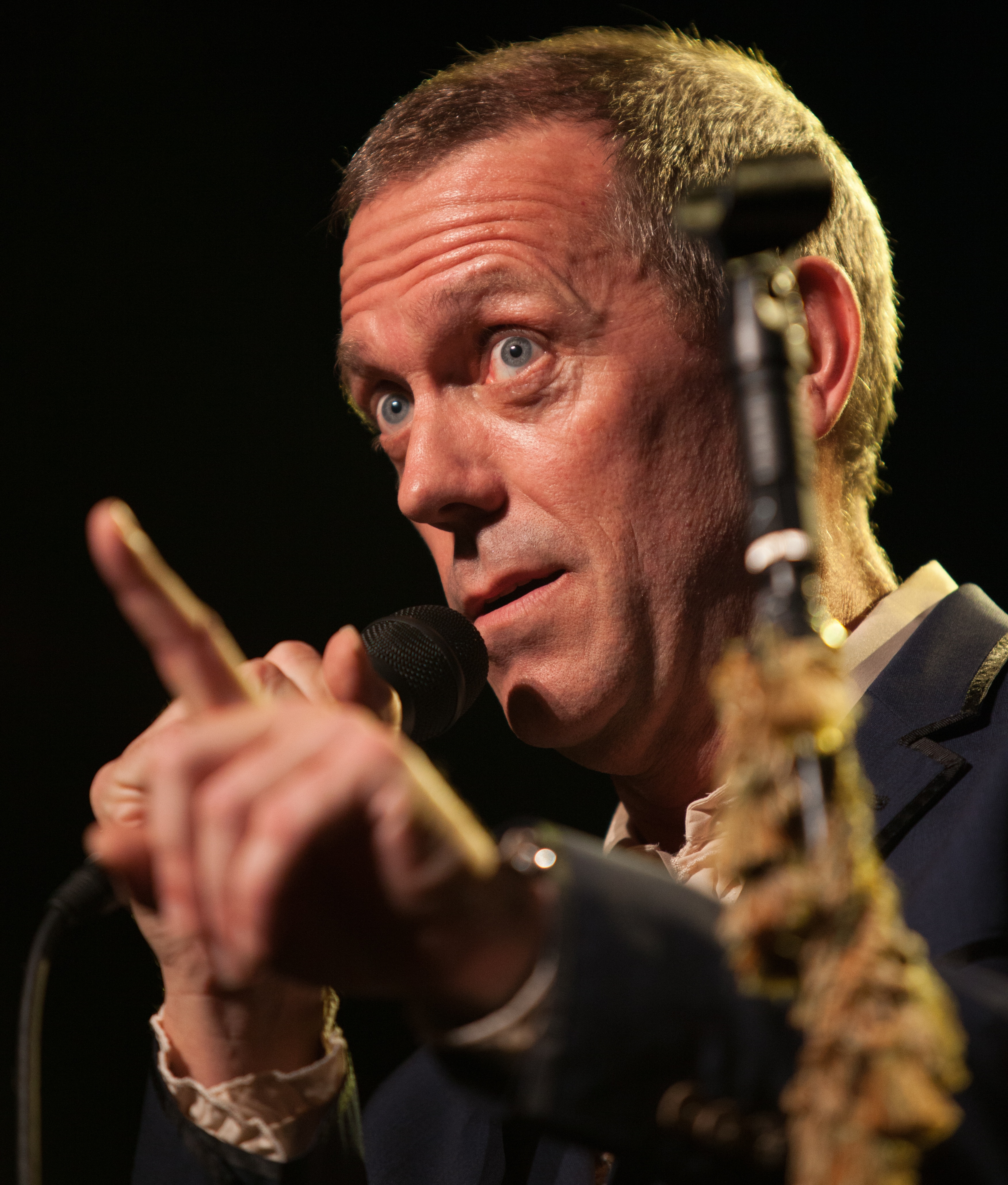
Хью Лори

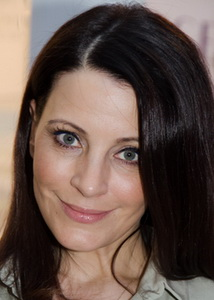
Евгения Крюкова

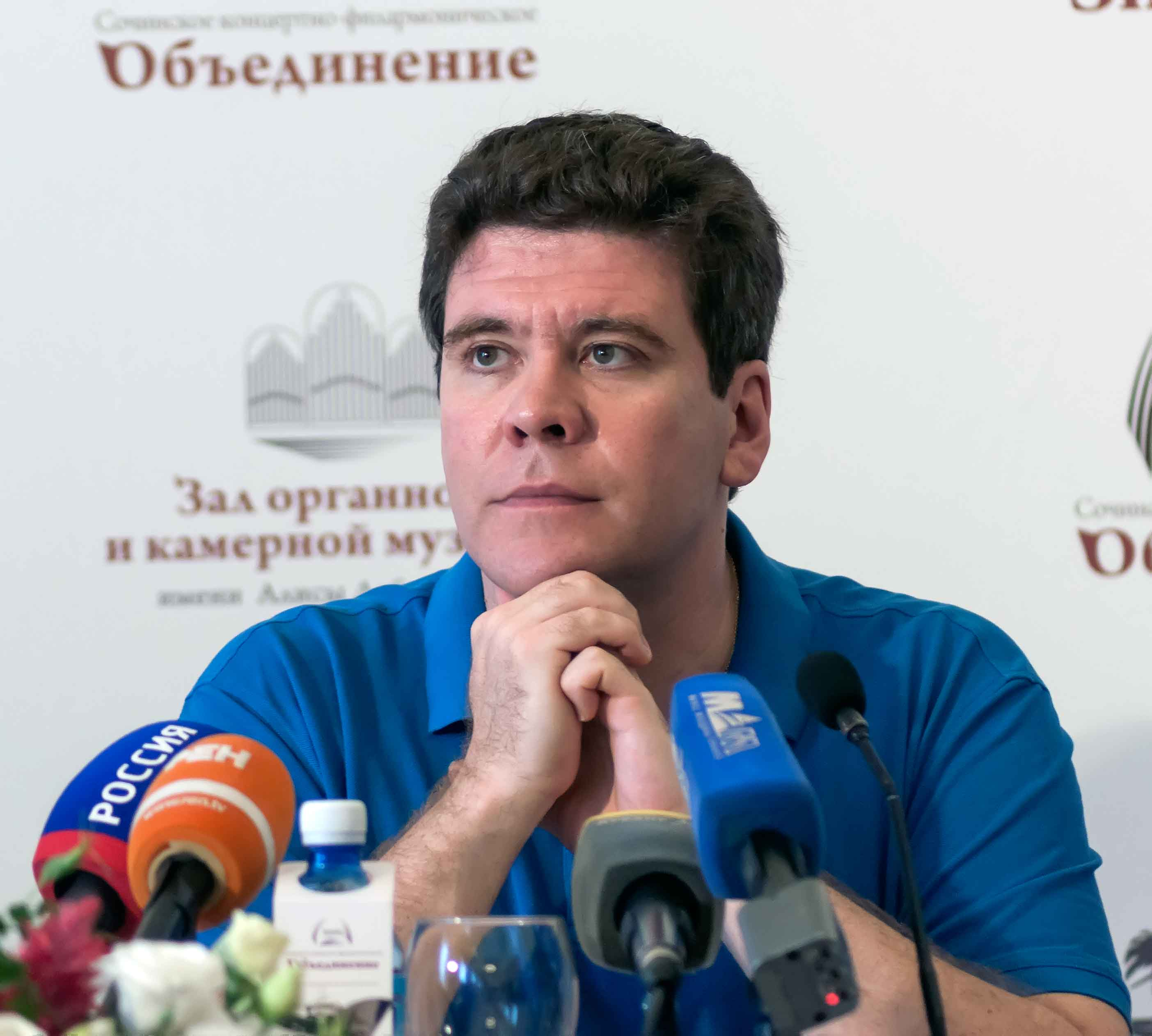
Денис Мацуев

  - Эрнст Вильгельм Най (ум. 1968), немецкий живописец и график.
  - Виссарион Шебалин (ум. 1963), композитор, педагог, народный артист РСФСР.
- 1906 — Ольга Высоцкая (ум. 2000), диктор Всесоюзного радио, народная артистка СССР.
- 1908 — Алексей Чернов (ум. 1978), актёр театра и кино, народный артист РСФСР.
- 1910 — Жак-Ив Кусто (ум. 1997), французский океанограф, изобретатель акваланга.
- 1912
  - Джеймс Алгар (ум. 1998), американский кинорежиссёр, сценарист, продюсер и аниматор.
  - Мухтар Ашрафи (ум. 1975), узбекский композитор, дирижёр, педагог, народный артист СССР.
  - Уильям Базиотис (ум. 1963), американский живописец-абстракционист.
- 1914 — Юрий Сотник (ум. 1997), русский советский писатель, драматург, автор книг для подростков.
- 1918 — Джейн Брайен (ум. 2009), американская киноактриса.
- 1919 — Ричард Тодд (ум. 2009), ирландский киноактёр.
- 1925 — Уильям Стайрон (ум. 2006), американский писатель, лауреат Пулитцеровской премии.
- 1928 — Феликс Кривин (ум. 2016), русский советский прозаик и поэт, писатель-фантаст, сценарист.
- 1933 — Джин Уайлдер (урожд. Джером Силберман; ум. 2016), американский актёр, сценарист, кинорежиссёр, писатель, лауреат премии «Эмми».
- 1935 — Нина Тимофеева (ум.2014), артистка балета, педагог, народная артистка СССР.
- 1937 — Робин Уоррен (ум. 2024), австралийский патолог и учёный, лауреат Нобелевской премии по физиологии и медицине (2005).
- 1939 — сэр Джеки Стюарт, шотландский автогонщик, трёхкратный чемпион мира в классе «Формула-1».
- 1941 — Евгений Харитонов (ум. 1981), русский советский поэт, прозаик, драматург, кинорежиссёр.
- 1942 — Ярослав Петров, советский и белорусский оперный певец, народный артист Беларуси.
- 1943 — Олег Видов (ум. 2017), советский и американский актёр, кинорежиссёр, сценарист, продюсер, заслуженный артист РСФСР.
- 1946 — Филипп Хиршхорн (ум. 1996), советско-бельгийский скрипач.
- 1947 — Исраэль Шамир, российско-израильский писатель, переводчик и публицист антисионистской направленности.
- 1949
  - Фрэнк Бирд, американский музыкант, барабанщик группы ZZ Top.
  - Джордж Уиллиг, американский каскадёр, в 1977 г. взобравшийся на Южную башню ВТЦ в Нью-Йорке.
- 1951 — Бидзина Чхеидзе, грузинский актёр, кинорежиссёр и сценарист.
- 1955 — Юрий Седых (ум. 2021), советский метатель молота, олимпийский чемпион (1976, 1980), чемпион мира и Европы.
- 1956 — Сергей Жариков, советский и российский математик, политтехнолог, публицист, музыкальный критик, рок-музыкант, основатель группы ДК.
- 1957 — Евгений Додолев, советский и российский журналист, телеведущий, медиаменджер.
- 1959 — Хью Лори, британский актёр, режиссёр, певец, музыкант, трёхкратный лауреат премии «Золотой глобус».
- 1962 — Мано Менезес (Луис Антонио Венкер Менезес), бразильский футбольный тренер.
- 1964 — Жан Робер Алези (или Джованни Роберто Алези), французский автогонщик, пилот «Формулы-1».
- 1965 — Георгиос Барцокас, греческий баскетболист и тренер.
- 1967 — Клэр Кэри, американская телевизионная актриса.
- 1968 — Алоиз, наследный князь Лихтенштейна.
- 1969
  - Питер Динклэйдж, американский актёр и кинопродюсер, лауреат премий «Эмми», «Золотой глобус».
  - Сергей Юран, советский и российский футболист.
- 1970
  - Веня Д’ркин (наст. имя Александр Литвинов; ум. 1999), украинский певец, рок-бард, поэт, музыкант.
  - Вальтер Матошевич, югославский и хорватский гандболист, вратарь, двукратный чемпион мира (1995, 2003) и Олимпийских игр (1996, 2004).
- 1971 — Евгения Крюкова, советская и российская актриса театра и кино, заслуженная артистка РФ.
- 1975 — Денис Мацуев, российский пианист-виртуоз, народный артист РФ.
- 1982
  - Эльдар Рённинг, норвежский лыжник, 4-кратный чемпион мира.
  - Дайана Таурази, американская баскетболистка, 6-кратная олимпийская чемпионка, 3-кратная чемпионка мира.
- 1983
  - Юрий Аникеев, украинский спортсмен-шашист, чемпион мира по шашкам-64 (2004, 2018).
  - Екатерина Юрьева, российская биатлонистка, чемпионка мира (2008).
- 1984 — Вагнер Лав (наст. имя Вагнер Силва ди Соуза), бразильский футболист.
- 1985
  - Дмитрий Колдун, белорусский певец, композитор, участник конкурса «Евровидение-2007».
  - Инна Цимбалюк, украинская фотомодель, телеведущая и актриса.
- 1986 — Шайа Лабаф, американский актёр, лауреат премии BAFTA.
- 1987 — Олан Роджерс, американский комик, актёр озвучки, продюсер, сценарист, писатель.
- 1988 — Клэр Холт, австралийская актриса.
- 1990 — Кристоф Леметр, французский легкоатлет, призёр Олимпийских игр, 4-кратный чемпион Европы.
- 1999 — Кай Хаверц, немецкий футболист.

## Скончались
См. также: Категория:Умершие 11 июня

### До XIX века
- 89 до н. э. — убит Тит Дидий (р. ок. 140 до н. э.), римский консул, участник Союзнической войны.
- 1183 — Генрих Молодой (р. 1155), король Англии, соправитель своего отца — короля Генриха II.
- 1488 — Яков III (р.1452), король Шотландии (1460—1488).
- 1560 — Мария де Гиз (р. 1515), супруга короля Шотландии Якова V, регент Шотландии (1554—1560).
- 1569 — убит Вольфганг (р. 1526), пфальцграф Цвейбрюккена (1532—1569).

### XIX век
- 1843 — Пётр Витгенштейн (р. 1769), российский генерал-фельдмаршал, светлейший князь, герой Отечественной войны 1812 г.
- 1847 — Джон Франклин (р. 1786), английский мореплаватель, исследователь Арктики, контр-адмирал.
- 1859 — Клеменс фон Меттерних (р. 1773), австрийский государственный деятель.
- 1867 — Карл Отто Вебер (р. 1827), немецкий хирург.
- 1900 — Изабелла Мария Бойд (р. 1844), одна из шпионок Конфедерации во время Гражданской войны в США.

### XX век
- 1903 — Александр Обренович (р. 1876), король Сербии (с 1889); убит в ходе государственного переворота.
- 1909 — Яков Гордин (р. 1853), еврейский драматург («Еврейский король Лир», «Бог, человек и дьявол» и др.).
- 1934 — Лев Выготский (р.1896), советский психолог, создатель культурно-исторической теории.
- 1936 — Роберт Ирвин Говард (р. 1906), американский писатель-фантаст.
- 1937
  - погиб Мате Залка (наст.имя Бела Франкль; р. 1896), венгерский писатель-коммунист, генерал во время Гражданской войны в Испании.
  - Реджинальд Митчелл (р. 1895), английский авиаконструктор, создатель истребителя «Спитфайр».
- 1947 — Рихард Хёнигсвальд (р. 1875), венгерский, немецкий и американский философ, автор работ по психологии мышления.
- 1956 — Фрэнки Трамбауэр (р. 1901), американский джазовый саксофонист, бэнд-лидер.
- 1961 — Лука (в миру Валентин Войно-Ясенецкий; р. 1877), профессор медицины и духовный писатель, епископ Русской православной церкви, архиепископ Симферопольский и Крымский.
- 1970 — Александр Керенский (р. 1881), российский политик и общественный деятель, председатель Временного правительства.
- 1972 — Евгений Бабич (р. 1921), советский хоккеист, олимпийский чемпион (1956), двукратный чемпион мира, трёхкратный чемпион Европы.
- 1974 — Юлиус Эвола (р. 1898), итальянский мыслитель и эзотерик.
- 1979 — Джон Уэйн (наст. имя Мэрион Майкл Моррисон; р. 1907), американский киноактёр, «король вестерна», лауреат премий «Оскар» и «Золотой глобус».
- 1982 — Анатолий Солоницын (р. 1934), советский актёр театра и кино, заслуженный артист РСФСР.
- 1987 — Александр Локшин (р. 1920), советский композитор.
- 1990 — Ираклий Андроников (р. 1908), писатель, литературовед, мастер художественного рассказа, телеведущий, народный артист СССР.
- 1994 — Николай Черский (р. 1905), советский и российский учёный, специалист в области разведки и разработки нефтяных и газовых месторождений.
- 1996 — Бригитта Хельм (р. 1906), немецкая киноактриса.
- 1997 — Юрий Карачун (р. 1931), белорусский художник, искусствовед, директор Национального художественного музея.

### XXI век
- 2001 — казнён Тимоти Маквей (р. 1968), американский преступник, организатор теракта в Оклахома-Сити.
- 2006 — Марианна Таврог (р. 1921), советский и российский кинорежиссёр.
- 2009 — Георгий Вайнер (р. 1938), советский и российский писатель, журналист.
- 2010 — Зигмар Польке (р. 1941), немецкий художник-постмодернист.
- 2012 — Теофило Стивенсон (р. 1952), кубинский боксёр, трёхкратный олимпийский чемпион и чемпион мира.
- 2015 — Орнетт Коулман (р. 1930), американский джазовый саксофонист и композитор.
- 2024
  - Франсуаза Арди (р. 1944), французская певица, актриса и астролог.
  - Ван Юнчжи (р. 1932), главный конструктор китайского пилотируемого корабля Шэньчжоу, академик Инженерной академии Китая.
- 2025
  - Брайан Уилсон (ум. 1942), американский музыкант и автор песен, основатель группы The Beach Boys, обладатель «Грэмми».
  - Гази Яшаргил (р. 1925), турецкий и швейцарский нейрохирург и конструктор медицинской техники. Один из основателей современной микронейрохирургии.

## Приметы
Феодосия-колосяница
- Колосится рожь, сеют гречиху.
- Колосяницы (колесницы), колосава, во ржи колосья — начинает колоситься рожь раннего посева.
- Сухой туман во время цветения вредит хлебу.
- Колосится рожь — много грибов найдёшь.
- В народе поговаривали, что «день Федосьи один всех понедельников стоит» (то есть несчастливый)[13].